# Nahida Sturmhöfel
Nahida Sturmhöfel, pseudonym St. Hadian, född 24 november 1822 i Flatow, Westpreussen, död 24 oktober 1889 i San Terenzo, Italien, var en tysk författare.

## Biografi
Sturmhöfels far var major och modern författare. Hon var omkring 1848 i Dresden och grundade en tidning för kvinnor. Sturmhöfel gifte sig men förhållandet höll inte länge och hon flyttade till Italien för att hitta en sysselsättning. På grund av autodidaktiska studier behärskade hon olika språk och hon var musikalisk. Sturmhöfel fick anställningar som privatlärare och publicerade i olika dagstidningar och tidskrifter. Så besökte hon landet från Savojen till Sicilien.
Hennes kulturhistoriska uppsatser publicerades i olika verk. Sturmhöfel skrev avhandlingar för fredsrörelsen efter hennes upplevelser vid italienska frihetskriget under 1860-talet. Vid tiden var hon aktiv för Röda korset.

## Verk i urval
Sturmhöfel skrev bland annat:
- Freie Lieder, 1865
- Götzen, Götter, Gott, 1876
- Neulatein als Weltsprache, ein Vorschlag, 1884
- Vergessene Lieder, 1888